# Lijst van termen uit de civiele techniek
Lijst van termen uit de civiele techniek. Civiele techniek is de toegepaste wetenschap die zich bezighoudt met het realiseren en onderhouden van objecten die vastzitten in de grond. Bijvoorbeeld leidingen, kabels, bruggen, gebouwen, maar ook de studie naar rivieren en kanalen. Bij de realisatie van Civieltechnische objecten wordt dus altijd gekeken naar de omgeving waarin dit object wordt gerealiseerd.
0 - 
A - 
B - 
C - 
D - 
E - 
F - 
G - 
H - 
I - 
J - 
K - 
L - 
M - 
N - 
O - 
P - 
Q - 
R - 
S - 
T - 
U - 
V - 
W - 
X - 
Y - 
Z
Dit is een overzichtspagina, klik op een letter om naar de desbetreffende lijst te gaan.